# Flugplatz Bozoum

i7
i11
i13
Der Flugplatz Bozoum (französisch Aérodrome de Bozoum, IATA-Code: BOZ, ICAO-Code: FEGZ) ist der Flugplatz von Bozoum, der Hauptstadt der Präfektur Ouham-Pendé im Nordwesten der Zentralafrikanischen Republik.
Der Flugplatz liegt etwa 7 Kilometer nordwestlich der Stadt auf einer Höhe von 517 m umgeben von landwirtschaftlich genutzter Fläche. Seine Start- und Landebahn ist unbefestigt und verfügt nicht über eine Befeuerung. Der Flugplatz kann nur tagsüber und nur nach Sichtflugregeln angeflogen werden. Er verfügt nicht über reguläre Passagierverbindungen.